# صموئيل سميث (سياسي أمريكي)
صموئيل سميث (بالإنجليزية: Samuel Smith) هو سياسي أمريكي، ولد في 1646، وتوفي في 1735 في نيو كانان في الولايات المتحدة.